# Indraneil Sengupta
Indraneil Sengupta (tiếng Bengal: ইন্দ্রনীল সেনগুপ্ত, tiếng Hindi: इंद्रनील सेनगुप्ता) (Sinh 8 tháng 9 năm 1974) là một diễn viên điện ảnh-truyền hình và người mẫu Ấn Độ. Ông được biết đến với phim Kahaani (2012), Autograph (2010) và Mishawr Rawhoshyo (2013).

## Cuộc sống cá nhân
Indraneil Sengupta được sinh ra và lớn lên ở Kolkata, Tây Bengal, Ấn Độ. Ông chuyển đến Mumbai vào năm 2000 để làm cho một sự nghiệp như là một mô hình. Năm 2008, ông kết hôn với Barkha Bisht Sengupta. Họ có một con gái sinh năm 2011, được gọi là Meera.

## Phim ảnh tham gia

### Phim
| Năm  | Tên                              | Ngôn ngữ            | Vai diễn                 | Bạn diễn | Quốc gia   |
| ---- | -------------------------------- | ------------------- | ------------------------ | --- | ---------- |
| 2004 | Shukriya: Till Death Do Us Apart | Hindi               | Yash                     | Anupam Kher, Aftab Shivdasani, Shriya Saran | Ấn Độ      |
| 2007 | Mumbai Salsa                     | Hindi               | Karan Kapoor             | Vir Das, Linda Arsenio, Manjari Phadnis, Amruta Khanvilkar | Ấn Độ      |
| 2008 | 1920                             | Hindi               | Mohan Kant               | Rajneesh Duggal, Adah Sharma, Anjori Alagh, Raj Zutshi | Ấn Độ      |
| 2009 | Angshumaner Chhobi               | Bengali             | Angshuman                | Soumitra Chatterjee, Indrani Halder, Tota Roy Chowdhury, Ananya Chatterjee, Sabyasachi Chakrabarty, Rudranil Ghosh, Anjana Basu                               | Ấn Độ      |
| 2009 | Janala                           | Bengali             | Angshuman                | Shankar Chakraborty, Swastika Mukherjee, Tapas Paul | Ấn Độ      |
| 2010 | Autograph                        | Bengali             | Shubhobroto Mitra        | Prosenjit Chatterjee, Nandana Sen | Ấn Độ      |
| 2010 | Jodi Ekdin                       | Bengali             |                          | Saheb Chatterjee, Biplab Dasgupta, Priyanka Sarkar | Ấn Độ      |
| 2011 | Bedini                           | Bengali             | Keshta                   | Rituparna Sengupta | Ấn Độ      |
| 2011 | Uro Chithi                       | Bengali             |                          | Sreelekha Mitra, Bishwanath Basu, Tanushree Chakraborty, Rudranil Ghosh, Sudipta Chakraborty, Locket Chatterjee, Reshmi Ghosh, Saswata Chatterjee, Anjan Dutt | Ấn Độ      |
| 2011 | Arekti Premer Golpo              | Bengali             | Basu                     | Rituparno Ghosh, Jisshu Sengupta, Churni Ganguly, Raima Sen                                                                                                   | Ấn Độ      |
| 2012 | System                           | Bengali             | Eklavya                  | Sabyasachi Chakrabarty, Subhra Kundu | Ấn Độ      |
| 2012 | Aparajita Tumi                   | Bengali             | Yusuf                    | Prosenjit Chatterjee, Padmapriya Janakiraman, Kamalinee Mukherjee, Chandan Roy Sanyal, Tanusree Shankar                                                       | Ấn Độ      |
| 2012 | Kahaani                          | Hindi               | Arnav Bagchi/Milan Damji | Vidya Balan, Parambrata Chatterjee, Nawazuddin Siddiqui, Dhritiman Chatterjee, Saswata Chatterjee, Darshan Jariwala, Abir Chatterjee                          | Ấn Độ      |
| 2012 | Chorabali                        | Bengali(Bangladesh) | Sumon                    | Shahiduzzaman Selim, Joya Ahsan, ATM Shamsuzzaman, Jannatul Ferdoush Peya                                                                                     | Bangladesh |
| 2012 | Dashami                          | Bengali             |                          | Koel Mallick, Locket Chatterjee | Ấn Độ      |
| 2013 | Goyenda Gogol                    | Bengali             | Ashok Thakur             | Ahijit Ghosh, Debdut Ghosh, Saheb Chatterjee, Rachana Banerjee                                                                                                | Ấn Độ      |
| 2013 | Mishor Rohoshyo                  | Bengali             | Hani Alkadi              | Prosenjit Chatterjee | Ấn Độ      |
| 2013 | Satyagraha                       | Hindi               | Akhilesh                 | Amitabh Bachchan, Ajay Devgan, Arjun Rampal | Ấn Độ      |
| 2013 | Satyanweshi                      | Bengali             | Himangshu                | Sujoy Ghosh, Arpita Pal, Anindya Chatterjee | Ấn Độ      |
| 2013 | c/o Sir                          | Bengali             | Ranabir                  | Raima Sen, Saswata Chatterjee, Kaushik Ganguly | Ấn Độ      |
| 2014 | Teen Patti                       | Bengali             | Arya                     | Pooja Bose | Ấn Độ      |
| 2014 | Obhishopto Nighty                | Bengali             |                          | Paoli Dam, Parambrata Chatterjee, Tanusree Chakraborty, Jisshu Sengupta                                                                                       | Ấn Độ      |
| 2014 | Arundhati                        | Bengali             | Rudra                    | Rahul Banerjee, Koel Mallick | Ấn Độ      |
| 2014 | Jilmil Jonak                     | Assam               | Cameo                    | Jatin Bora, Nishita Gowsami | Ấn Độ      |
| 2014 | Samrat & Co.                     | Hindi               | Vijay Singh              | Shreya Narayan, Rajeev Khandelwal, Madalsa Sharma, Priyanshu Chatterjee, Puja Gupta, Barkha Bisht                                                             | Ấn Độ      |
| 2014 | Gogoler Kirti                    | Bengali             | Ashok Thakur             | Ahijit Ghosh, Saheb Chatterjee, Locket Chatterjee | Ấn Độ      |
| 2015 | Shajarur Kanta                   | Bengali             | Debasish                 | Dhritiman Chatterjee, Konkona Sen Sharma | Ấn Độ      |

### Truyền hình
| Năm  | Tên                                    | Vai diễn        |
| ---- | -------------------------------------- | --------------- |
| 2005 | Pyaar Ke Do Naam: Ek Raadha, Ek Shyaam | Shyaam          |
| 2006 | Banoo Main Teri Dulhann                | Tushar          |
| 2008 | Babul Ki Bitiya Chali Doli Saja Ke     | Daksh           |
| 2008 | Maayka                                 | Angad           |
| 2014 | Tumhari Paakhi                         | Rohan           |
| 2015 | Box Cricket League                     | Chandigarh Cubs |
| 2015 | Maharakshak: Devi                      | Shukracharya    |